# Passantenfrequenz

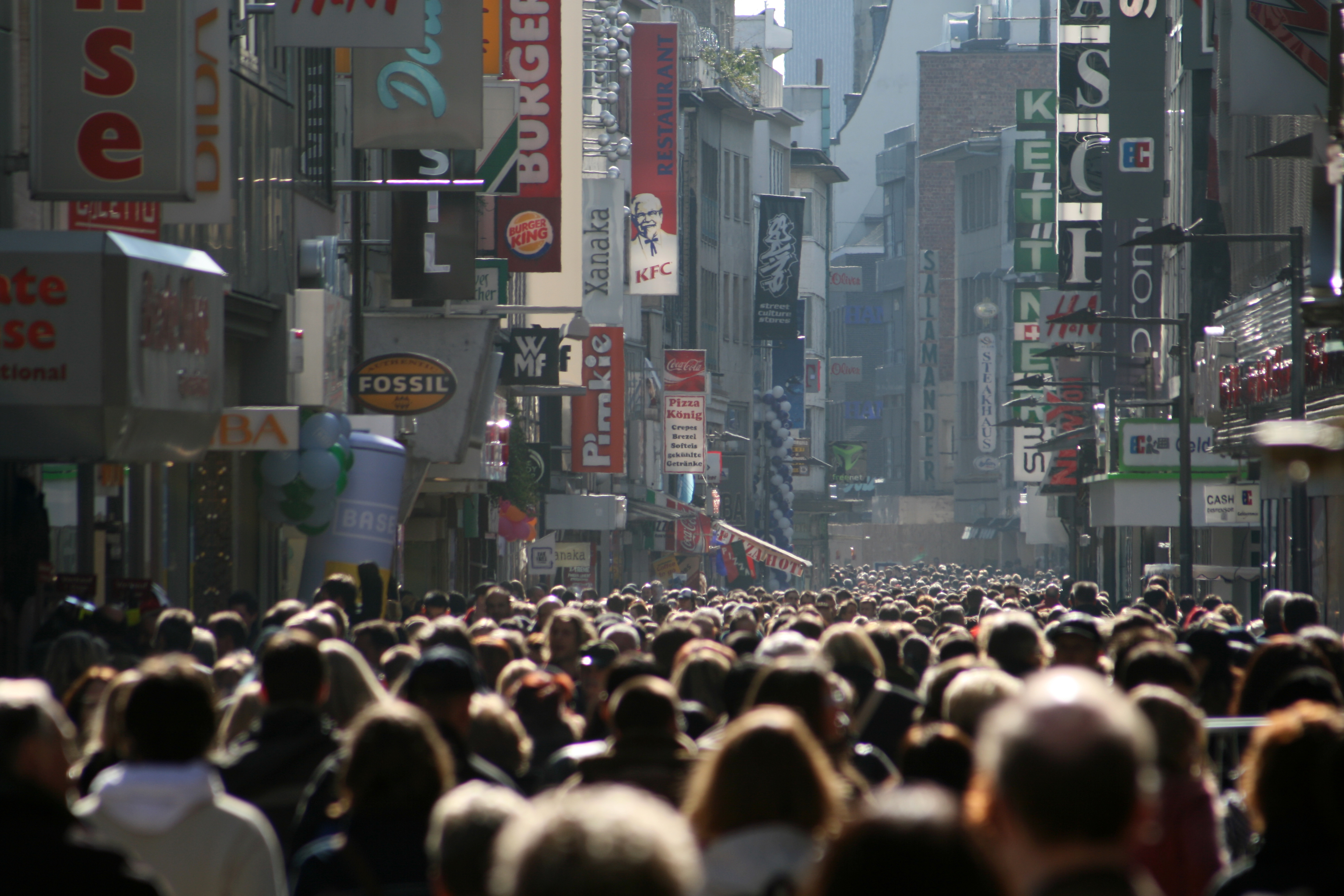
Kölner Hohe Straße (2008) mit einer der höchsten Passantenfrequenzen in Deutschland

Die Passantenfrequenz (englisch footfall (UK), foot traffic (US)) ist eine Kennzahl der Absatzwirtschaft und Immobilienwirtschaft. Sie zeigt die Anzahl der Personen, die in einem bestimmten Zeitraum einen abgrenzbaren Raum innen oder außen betreten.
Die Basis für die Berechnung können statistisch und empirisch erhobene Daten sein, die von staatlichen und privaten Anbietern zur Verfügung gestellt werden. Die Handzählung ist veraltet, da ihre Aussagefähigkeit angezweifelt wird. Heute kommen fast ausschließlich vollständig automatisierte Verfahren wie Video- und Laserscanner zum Einsatz, die eine höhere und dauerhafte Zählgenauigkeit bieten.

## Allgemeines
Die Passantenfrequenz dient sowohl in der Absatz- als auch in der Immobilienwirtschaft als Entscheidungsgrundlage für Marktteilnehmer, darunter Mieter und Vermieter.
Die Passantenfrequenz ist in der Absatzwirtschaft von Bedeutung, weil sie im Einzelhandel die Anzahl der potenziellen Laufkundschaft bestimmt und damit einen Standortfaktor darstellt. Die Immobilienwirtschaft verwendet die Passantenfrequenz zur Ermittlung des Marktwerts und der Mieten von Gewerbeimmobilien. Je höher die Kennzahl, umso attraktiver ist ein bestimmter Standort einzustufen und umso höher liegen tendenziell Verkehrswerte und Mietpreise.
Weitere Nutzer von Daten zur Passantenfrequenz sind Stadt- und Verkehrsplaner sowie Kommunen, einschließlich Stadtmarketing und Wirtschaftsförderungen. Sie nutzen die Daten, um Standortentwicklungen zu betrachten sowie Ansiedlungsmanagement zu betreiben. Auch zur Einschätzung der Effektivität von Maßnahmen zum Gesundheitsschutz während der Corona-Pandemie wurden entsprechende Daten genutzt.
Einzelne Anbieter stellen die Daten zur Passantenfrequenz kostenlos ins Netz, darunter für Deutschland beispielsweise die GfK und Hystreet sowie für Österreich die Wirtschaftskammer Wien.

## Berechnung

### Manuelle Zählung
Als einer der bedeutendsten Ermittler der Kennzahl gilt Jones Lang LaSalle (JLL). Die Berechnungsmethode zeigt exemplarisch, wie Statistiken zustande kommen.
Es handelt sich um eine Totalerhebung, bei der die Anzahl von Personen (ohne Kinder im Kinderwagen) innerhalb eines bestimmten Erhebungszeitraums (20 Minuten, 1 Stunde bis 3 Stunden) an einem Dienstag, Mittwoch, Donnerstag oder Samstag zwischen 13 Uhr und 16 Uhr eine bestimmte Straße (Einkaufsstraße, Fußgängerzone) betreten. Innerhalb eines Erhebungszeitraums von einer Stunde gibt es vier Zählintervalle von je 15 Minuten, welche jeweils wiederum in drei fünfminütige Zähleinheiten aufgeteilt werden. In den ersten 5 Minuten eines Intervalls werden alle Passanten mit einem Handzähler gezählt, die den Zähler über eine gedachte Linie von links nach rechts passieren; in den folgenden 5 Minuten werden die Passanten in der Gegenrichtung gezählt. In den letzten 5 Minuten eines Intervalls wird eine Pause eingelegt, um eventuelle Frequenzschwankungen auszugleichen, die durch den öffentlichen Personennahverkehr oder längere Ampelphasen in der Nähe des Standorts entstehen. Mit dieser Methode wird effektiv eine Zählung von 40 Minuten durchgeführt. Jeder Zählintervall unterliegt folgender Hochrechnung:
{\displaystyle {\text{3(a + b)}}=(a+b)\cdot 2+{\frac {(a+b)\cdot 2}{2}}}
Dabei sind

{\displaystyle a} Zählergebnis der ersten fünfminütigen Zähleinheit je Intervall

{\displaystyle b} Zählergebnis der zweiten fünfminütigen Zähleinheit je Intervall

Die Zählergebnisse aller Zählintervalle werden addiert und zur Passantenfrequenz zusammengefasst. Je höher die Passantenfrequenz ist, umso größer ist die Anzahl der potenziellen Kunden für die anliegenden Geschäfte. Der größte Teil der Passanten entfällt davon auf die Gelegenheitskundschaft, während sich hierunter nur wenige Stammkunden befinden.
Die Auswahl des Zählungszeitraums, des Zeitpunktes und des Datenparameters der Witterungsbedingungen spielt bei der Ermittlung der Passantenfrequenz eine entscheidende Rolle. Auswertungen der letzten 10 Jahre haben gezeigt, dass sich starke Schwankungen ergeben können, wodurch sich die Ranglisten bedeutender Einkaufszonen ständig veränderten. Dies lag sowohl an den starken Schwankungen der Passantenströme als auch an der Festlegung eines Zählzeitpunkts, ohne Rücksicht auf die dann herrschenden Witterungsbedingungen.

### Automatisierte Zählung
Bereits seit 2019 setzen sich automatisierte Zählungen zur Erhebung der Passantenfrequenz durch. Sie werden in Einkaufsstraßen zunehmend nicht mehr nur stichprobenartig per Handzählung, sondern durch automatisierte Zählsysteme durchgeführt. Im Gegensatz zu Handzählungen ermöglichen automatisierte Zählsysteme die durchgehende Erhebung (24 Std. / Tag; 365 Tage / Jahr) in Echtzeit. Die Daten können dann insbesondere mit Wetterdaten kombiniert werden, um das Einkaufsverhalten weiter zu analysieren.
Derzeit existieren verschiedene Techniken für automatisierte Zählungen, die sich in der Technik, im Anschaffungspreis sowie in der Zählgenauigkeit unterscheiden. Dazu zählen beispielsweise Bluetooth- und WLAN-Tracker, Infrarotscanner, Kamerasysteme sowie Laserscanner. Letztere werden an Hauswänden durch Anbieter wie zum Beispiel die Hystreet montiert und bilden einen unsichtbaren Lichtvorhang, der bis zu 500 Personen auf Straßen mit bis zu 300 m Breite bei einer Zählgenauigkeit von annähernd 99 % erfassen kann. Zudem kann die Laufrichtung erfasst werden. Laserscanner können anhand der Körpergröße zwischen Erwachsenen und Kindern unterscheiden, was zusätzliche Rückschlüsse auf die Passantenfrequenz zulässt.
In Deutschland war Osnabrück eine der ersten Städte, die Laserscanner nutzte. Später kamen unter anderem Düsseldorf, Frankfurt am Main und Erfurt hinzu.

## Bedeutung

### Standortanalyse
Die Passantenfrequenz ist ein Indikator für die Anziehungskraft eines Standortes. Daher ist sie ein wichtiger Faktor bei der Standortanalyse von Unternehmen. Insbesondere laufkundenorientierte Filialsysteme beziehen stark frequentierte Brennpunkte in ihre Standortwahl mit ein. Ein Anstieg der Frequenz weist auf die zunehmende Beliebtheit bei Kunden hin. Durch die verkehrstechnische Erreichbarkeit bestimmter Standorte wird die Passantenfrequenz verbessert.

### Immobilienbewertung
Gleichzeitig ist die Passantenfrequenz ein wichtiger Faktor bei der Ermittlung des Immobilienwerts und der Gewerbemieten, neben Mietniveau, Branchenmix, Standort, Kaufkraft und anderen Faktoren. Einkaufszentren, Einkaufsstraßen, Fußgängerzonen, Häfen, Flughäfen und Bahnhöfe mit hoher Passantenfrequenz erzielen die höchsten Mietpreise. Speziell unter den Einkaufsstraßen ergibt sich international folgende Aufstellung, die in Relation zur Passantenfrequenz steht:
- Yee Wo Street (Causeway Bay, Hongkong)
- Upper Fifth Avenue (New York City, Vereinigte Staaten)
- New Bond Street (London, Vereinigtes Königreich)
- Avenue des Champs-Élysées (Paris, Frankreich)
- Via Monte Napoleone (Mailand, Italien)
- Ginza (Tokio, Japan)
- Pitt Street Mall (Sydney, Australien)
- Bahnhofstrasse (Zürich, Schweiz)

In Deutschland erzielt unter anderem die Kaufingerstraße in München die höchste Durchschnittsmiete. Danach folgen die Tauentzienstraße in Berlin, die Frankfurter Zeil und die Düsseldorfer Königsallee.

## Kritik
Aufgrund ihrer methodischen Schwächen kann die Passantenfrequenz nicht als alleiniger Indikator für die Attraktivität eines Standorts herangezogen werden.
Einflussgrößen wie Wetter, Jahreszeit oder saisonale Schwankungen haben einen nur schwer zu kalkulierenden Einfluss auf die Passantenanzahl und erschweren die Vergleichbarkeit der erhobenen Daten bei der manuellen Zählung. Wenn es etwa in Berlin regnet und in München zeitgleich die Sonne scheint, wird es in der einen Einkaufsstraße mit sehr hoher Wahrscheinlichkeit belebter sein als in der anderen. Gleiches gilt für Veranstaltungen. Auch ist es schwer, beliebte Metropolen mit touristisch weniger anziehenden Großstädten zu vergleichen, da Touristen ein anderes Kaufverhalten zeigen als Ortsansässige. Da bei automatisierten Zählmethoden auch die Wetterdaten sowie Ereignisdaten hinterlegt werden und die Daten das ganze Jahr über gezählt werden, kann diese Kritik hier nicht mehr angebracht werden.
Eine Messung erfolgt lediglich quantitativ; qualitative Aussagen über einen Standort lassen sich nur aus der Analyse einer Vielzahl verschiedener Kennzahlen herstellen. Dazu gehören einerseits passantenbezogene Daten wie Geschlecht, Alter, Herkunft, Kaufkraft oder Motivlage, andererseits die geografischen, demografischen und wirtschaftlichen Rahmenbedingungen des gesamten Standorts. Die Einkaufsbereitschaft kann nur durch eine Befragung ermittelt werden. Zudem besteht die Gefahr, dass Passanten mehrfach erfasst werden, und es wird darüber hinaus nicht zwischen „Läufer“ und „Käufer“ unterschieden.
In Einkaufszentren werden anstelle der Passantenfrequenzen häufiger Besucherzahlen angegeben. Dabei werden alle eintretenden Personen manuell oder automatisch erfasst, wobei die Summe aller Eingänge die Besucherzahl ergibt. Allgemein gilt: Je größer die Verkaufsfläche eines Einkaufszentrums ist, desto stärker unterscheiden sich Passantenfrequenzen und Besucherzahlen.
Je nach Erhebungsquelle können sich auch unterschiedliche Passantenfrequenzen ergeben. Im Jahr 2008 wies eine Zählung von Engel & Völkers International die Bahnhofstraße in Hannover als die Straße mit der höchsten Passantenfrequenz auf (15.119 an einem Samstag im Mai zwischen 12 und 13 Uhr); Jones Lang LaSalle allerdings attestierte der Kölner Schildergasse im selben Mai zwischen 13 und 14 Uhr die höchste Passantenfrequenz (12.585, die Bahnhofstraße landete hier auf Platz 19). Einzige Straße, die bei beiden Zählungen auf die ersten fünf Plätze gelangte, war die Frankfurter Zeil. Nach aktuellen (Stand: 1. Januar 2023) Erhebungen der Hystreet liegen die drei deutschen Standorte mit der höchsten Passantenfrequenz in München (Kaufinger Straße, Neuhauser Straße West und Ost).